# Свиридовка (река)
Свиридовка — река на острове Сахалин, правый приток реки Лютоги.
Впадает в Лютогу за 86 км от её устья, протекает по территории Холмского городского округа Сахалинской области.
Длина реки составляет 12 км. Площадь водосборного бассейна составляет 24,1 км². Общее направление течения с запада на восток.

## Данные водного реестра
По данным государственного водного реестра России относится к Амурскому бассейновому округу.
Код объекта в государственном водном реестре — 20050000212118300006373.